# Землетрясение в Приморском крае (2010)
Землетрясение магнитудой 6,9 произошло 18 февраля 2010 года в 01:13:19 (UTC) в Приморском крае Российской Федерации, в 15,2 км к юго-юго-западу от посёлка Краскино. Гипоцентр землетрясения находился на глубине 577,7 километров.
Землетрясение ощущалось на островах Хоккайдо и Хонсю (Япония), в префектурах: Аомори, Исикава, Ивате, Мияги, Сайтама, Акита, Тиба, Фукуи, Фукусима, Гумма, Ибараки, Канагава, Токио. В населённых пунктах Приморского края землетрясение не ощущалось.

## Тектонические условия региона
Территория Приморского края находится в сейсмически опасной зоне. Сила зарегистрированных землетрясений достигала 7 баллов при повторяемости один раз в 50 лет. Крупнейшие города края — Владивосток, Находка, Артём, Дальнегорск, Арсеньев — расположены в зонах, где возможно землетрясение силой до 7 баллов.
Подобные сейсмические события происходили в районе Владивостока в 2002 и 1999 годах. Так, 28 июня 2002 года в Приморье в 21.19 мск произошло землетрясение магнитудой 7,0. Его очаг находился на глубине 564—570 километров, и на поверхности оно ощущалось как землетрясение силой 2 балла. Такое же землетрясение произошло в этом районе 8 апреля 1999 года, когда на глубине 550 километров наблюдались толчки магнитудой 7,0—7,2. Землетрясение ощущалось в ряде городов Приморья силой до трёх баллов. Землетрясение с похожими параметрами наблюдались также в 1997, 1994, 1993, 1984, 1983, 1981 годах, в 1950-е и 1970-е годы.

## Последствия
Землетрясение заставило в течение минуты раскачиваться высотные дома в столице Китая — Пекине. В результате землетрясения сообщений о жертвах и разрушениях не поступало.